# Круша (Софійська область)
Кру́ша (болг. Круша) — село в Софійській області Болгарії. Входить до складу общини Драгоман.

## Населення
За даними перепису населення 2011 року у селі проживала 41 особа, з них 38 осіб (97,4%) — болгари.
Розподіл населення за віком у 2011 році:
Динаміка населення: